# John Marrack
John Richardson Marrack, DSO, MC (26 de novembre de 1886 – 1976) va ser professor de Química i Patologia de la Universitat de Londres, professor visitant de la Universitat de Texas i conegut pel seu llibre Antigens and Antibodies (Antigens i anticossos) (1934). Marrack nasqué a Clevedon a Somerset i es va formar a Blundell's School a Tiverton, Devon, St John's College a Cambridge i a London Hospital Medical College. Marrack serví en la RAMC de 1914 a 1919 i va ser nomenat Medical Officer on Poison Gas a l'exèrcit britànic. Va ser conseller del Ministeri britànic d'agricultura, pesca i alimentació durant la Segona Guerra Mundial i va desenvolupar la política d'alimentació de la Gran Bretanya.

## Publicacions
- Antigens and Antibodies (1934)
- Clinical Pathology (1945, amb P. W. Panton)
- Food and Planning (1942)
- Editor del British Journal of Experimental Pathology